# Bella Vista (Arkansas)
Bella Vista è un comune degli Stati Uniti d'America, situato in Arkansas, nella contea di Benton.